# Guy Mathiolon
Guy Mathiolon est un dirigeant d'entreprise français, né le 31 mai 1954 à Lyon. Il est Président du conseil de surveillance du groupe SERFIM ,entreprise de taille intermédiaire composée de 41 sociétés, comprenant 3000 salariés et spécialisée dans plusieurs domaines : les infrastructures (énergie, eau, ouvrages d’art, routes), l’environnement (dépollution, recyclage, propreté urbaine), les T.I.C. (communication numérique, vidéosurveillance, fibre optique, signalisation lumineuse tricolore), l'industrie et les Énergies renouvelables.
Il a transmis le capital du groupe SERFIM à ses trois filles, Virginie, Caroline et Alexandra qui en est le PDG.
Guy Mathiolon figure depuis plusieurs années dans le classement des plus grandes fortunes françaises
Il a été également président de GL Events Sport, holding de contrôle du LOU RUGBY; et a été le premier président CGPME de  la Chambre de commerce et d'industrie de Lyon de 2007 à 2011. Il a également présidé le conseil de surveillance (à sa création) de la société des Aéroports de Lyon (ADL) de 2007 à 2010, et à ce titre président du CASA, structure regroupant toutes les CCI gestionnaires d'aéroports. il a ainsi participé à la rédaction d'un livre blanc sur la stratégie des plateformes aéroportuaires et l'évolution de leur capital. Il est également l'auteur de l'ouvrage "et si on misait sur les ETI ? "   écrit avec l'entrepreneur Christophe Gruy (groupe MAIA). Ancien membre national de la CGPME, membre de la direction nationale de la Fédération nationale des travaux publics, il prend également souvent position dans la presse, par exemple pour défendre les ETI et le CDI. Le journal la Tribune l'a surnommé le Florentin  pour son côté tout terrain.Il est également Président du Fonds de Dotation du LOU RUGBY , club dont il est Président d'honneur. Il est conseiller municipal de la commune du Bouchage en Isère où il réside au château St Julien du Bouchage berceau de sa famille. Il est également vice président de la mutuelle MBTP.

## Formation
Il est ingénieur de l'École centrale de Lyon mention Génie civil, après des classes prépa au lycée du Parc.